# David Long Jr.
David Lamont Long Jr. (Cincinnati, Ohio, 12 de octubre de 1996) más conocido como David Long Jr., es un jugador profesional estadounidense de fútbol americano que se desempeña en la posición de linebacker en Miami Dolphins, equipo de la National Football League (NFL).

## Carrera
Fue seleccionado en la sexta ronda en la Reunión Anual de Selección de Jugadores de la NFL de 2019. Hizo su debut profesional con el equipo Tennessee Titans, en el cual jugó cuatro temporadas (2019-2023), luego pasó a Miami Dolphins, donde lleva jugando una temporada.